# Stazione di Casale Popolo
La stazione di Casale Popolo era una stazione ferroviaria italiana, posta sulla linee Chivasso-Alessandria e Vercelli-Casale.
Serviva il centro abitato di Casale Popolo, frazione del comune di Casale Monferrato.
Altra ferrovia che si inserisce nella stazione è la Vercelli-Casale Monferrato, nella quale il servizio è sospeso dal 2013.
Dal 2013, la stazione non è più attiva per il servizio viaggiatori, ma risulta essere passata al ruolo di incrocio e precedenza treni.